# Himmerland
Himmerland är en dansk halvö på nordöstra Jylland. Den avgränsas av Limfjorden i norr och väster, av Kattegatt i öster och av Mariagerfjorden i söder. Största stad är Ålborg, mindre städer är Hobro, Års, Støvring, Hadsund, Nibe och Løgstør.
På nordöstra Himmerland ligger Lille Vildmose, som är Danmarks största högmosse.
Himmerland ligger i Region Nordjylland, förutom det sydvästra hörnet kring Møldrup som ligger i Region Mittjylland.